# Rari Nantes Camogli
La Rari Nantes Camogli est un club de water-polo italien de Camogli fondé en 1914. Il évolue actuellement en Serie A2.
Le club a remporté à six reprises le Championnat d'Italie de water-polo masculin (en 1935, 1946, 1952, 1953, 1955 et 1957).

## Histoire
Le club est fondé en 1914, il obtient 6 titres de champion national.
Le nom du club est tiré de la locution latine « Rari nantes in gurgite vasto », tirée d'un hémistiche de l'Énéide de Virgile (I, 118).